# 奈良県道261号西佐味中之線
奈良県道261号西佐味中之線（ならけんどう261ごう にしさびなかのせん）は、奈良県御所市から五條市に至る一般県道である。

## 概要
御所市大字鴨神から五條市中之町に至る。
 金剛山南東麓に沿い、奈良県道30号御所香芝線（通称 山麓線）と国道310号（通称 サントー）を接続することで、国道24号のバイパス的な役割を担っている。

### 路線データ
- 起点：御所市大字鴨神（大西橋西詰交差点、奈良県道30号御所香芝線交点）
- 終点：五條市中之町（中之町北交差点、国道310号交点）

## 路線状況

### 道路施設

#### 橋梁
- 久留野橋（宇智川、五條市）

## 地理

### 通過する自治体
- 奈良県
  - 御所市 - 五條市

### 交差する道路
| 交差する道路                        | 市町村名 | 交差する場所 | 交差する場所            |
| ----------------------------------- | -------- | ------------ | ----------------------- |
| 奈良県道30号御所香芝線              | 御所市   | 大字鴨神     | 大西橋西詰交差点 / 起点 |
| 大阪府道・奈良県道705号富田林五條線 | 五條市   | 久留野町     | 北山大橋東詰交差点      |
| 国道310号                           | 五條市   | 中之町       | 中之町北交差点 / 起点   |

### 沿線
- 北宇智工業団地
- 5万人の森公園
  - 五條文化博物館
  - 五條市みどり園
- 南大和ネオポリス
- E24 京奈和自動車道五條道路 11 五條IC（終点付近）